# Pinus amamiana
Pinus amamiana  je vrsta je bora. Potječe iz južnog Japana, s otoka Yakushima i Tanegashima južno od Kyūshūa. Također se uzgaja hortikulturno u japanskim parkovima. Ovaj bor može narasti do visine od 25 m, a promjer debla mu je do 1 m.
Iglice rastu u snopovima od po pet, a češeri su duljine 5 – 8 cm.
Ovo je drvo na japanskom jeziku poznato kao amami-goyamatsu, amami- goyo i yakutane-goyo.

## Vanjske poveznice
|  | Zajednički poslužitelj ima još gradiva o temi Pinus amamiana |
|  | Wikivrste imaju podatke o taksonu Pinus amamiana             |